# Ecpetala euthypora
Ecpetala euthypora là một loài bướm đêm trong họ Geometridae.